# 寺泊駅
寺泊駅（てらどまりえき）は、新潟県長岡市寺泊竹森にある、東日本旅客鉄道（JR東日本）越後線の駅である。
越後線のほか、1975年（昭和50年）までは越後交通長岡線の接続駅であった。

## 歴史

### 国鉄・JR東日本
- 1913年（大正2年）4月20日：越後鉄道出雲崎 - 地蔵堂（現・分水）間開通の際に寺泊駅（初代）として新設開業[1][2]。
- 1915年（大正4年）10月1日：開業する長岡鉄道の駅に名称を譲り、大河津駅に改称[3]。
- 1927年（昭和2年）10月1日：越後鉄道が国有化[2]。国鉄越後線所属となる[4]。
- 1973年（昭和48年）12月1日：貨物の扱いを廃止[2]。
- 1982年（昭和57年）5月31日：全線でCTC導入に伴い、業務委託駅となる[5][6]。
- 1984年（昭和59年）2月1日：荷物の扱いを廃止[2]。
- 1986年（昭和61年）11月1日：寺泊駅（4代）に改称[1][7]。
- 1987年（昭和62年）4月1日：国鉄分割民営化により、東日本旅客鉄道（JR東日本）の駅となる[2]。
- 1995年（平成7年）
  - 3月31日：新鉄開発（のちのジェイアール新潟ビジネス→JR東日本新潟シティクリエイト）への業務委託を解除し、JR東日本新潟支社が寺泊町と乗車券類簡易委託発売契約書を締結する[8][9][10]。
  - 4月1日：簡易委託を開始[8][11]。契約駅員の配置駅となる[12]。

### 越後交通
- 1915年（大正4年）10月7日：長岡鉄道・与板 - 大河津（当駅） - 寺泊（2代）間が開業。
- 1960年（昭和35年）10月20日：中越地方の鉄道・バス3社合併に伴い、越後交通に改称。
- 1973年（昭和48年）4月16日：大河津（当駅） - 寺泊（3代）間が廃止。
- 1975年（昭和50年）4月1日：越後関原 - 大河津（当駅）間が廃止。

## 駅構造
単式ホーム1面1線と島式ホーム1面2線を有する地上駅で、両ホームは跨線橋で連絡している。燕三条駅が管理する簡易委託駅で、市町村合併に伴い寺泊町から引き継いだ長岡市が駅業務を受託している。駅構内には、切符販売窓口、乗車駅証明書発行機、化粧室、待合室などが設置されている。
列車の行き違いがない場合は両方向の列車とも、駅舎（北側）に面する1番線から発着する。当駅はワンマン運転の列車は無人駅扱いとなっているため、先頭車両の後ろドアから乗車し、先頭車両の前ドアから降車となっている。

### のりば
| 番線 | 路線    | 方向 | 行先     | 備考     |
| ---- | ------- | ---- | -------- | -------- |
| 1    | ■越後線 | 下り | 吉田方面 |          |
| 1    | ■越後線 | 上り | 柏崎方面 |          |
| 2    | ■越後線 | 下り | 吉田方面 | 当駅始発 |
| 3    | ■越後線 | 上り | 柏崎方面 | 一部列車 |

付記事項
- 1995年（平成7年）3月末までは新鉄開発が駅業務を受諾する業務委託駅であった[15]。1994年（平成6年）8月時点で、1日の平均乗降客数は定期250人・一般が110人で、翌1995年度（平成7年度）から無人化が検討されていた[15]。
- 2004年（平成16年）10月22日に近隣の桐原駅とともに簡易型の自動券売機EVK1型[16]が設置された[17]。これは、2004年（平成16年）に新潟都市圏で自動改札機の設置が進んだことによるもの[17][18]。しかし、利用者減少により、2012年（平成24年）に券売機が撤去された。
- 2022年（令和4年）3月に分水駅が無人化された後は、越後線・吉田 - 柏崎間の途中駅で唯一の有人駅となった。

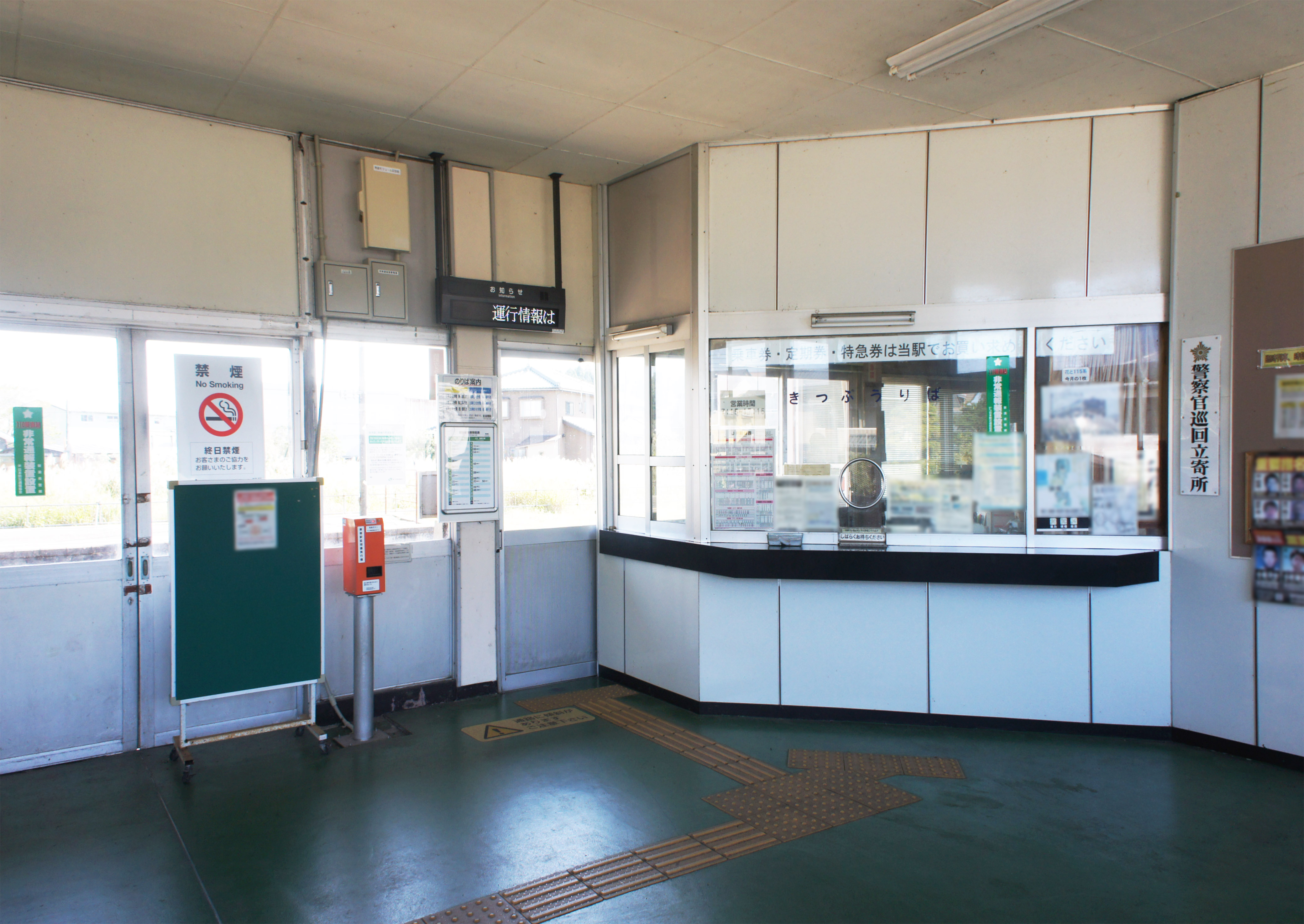
改札口（2021年9月）
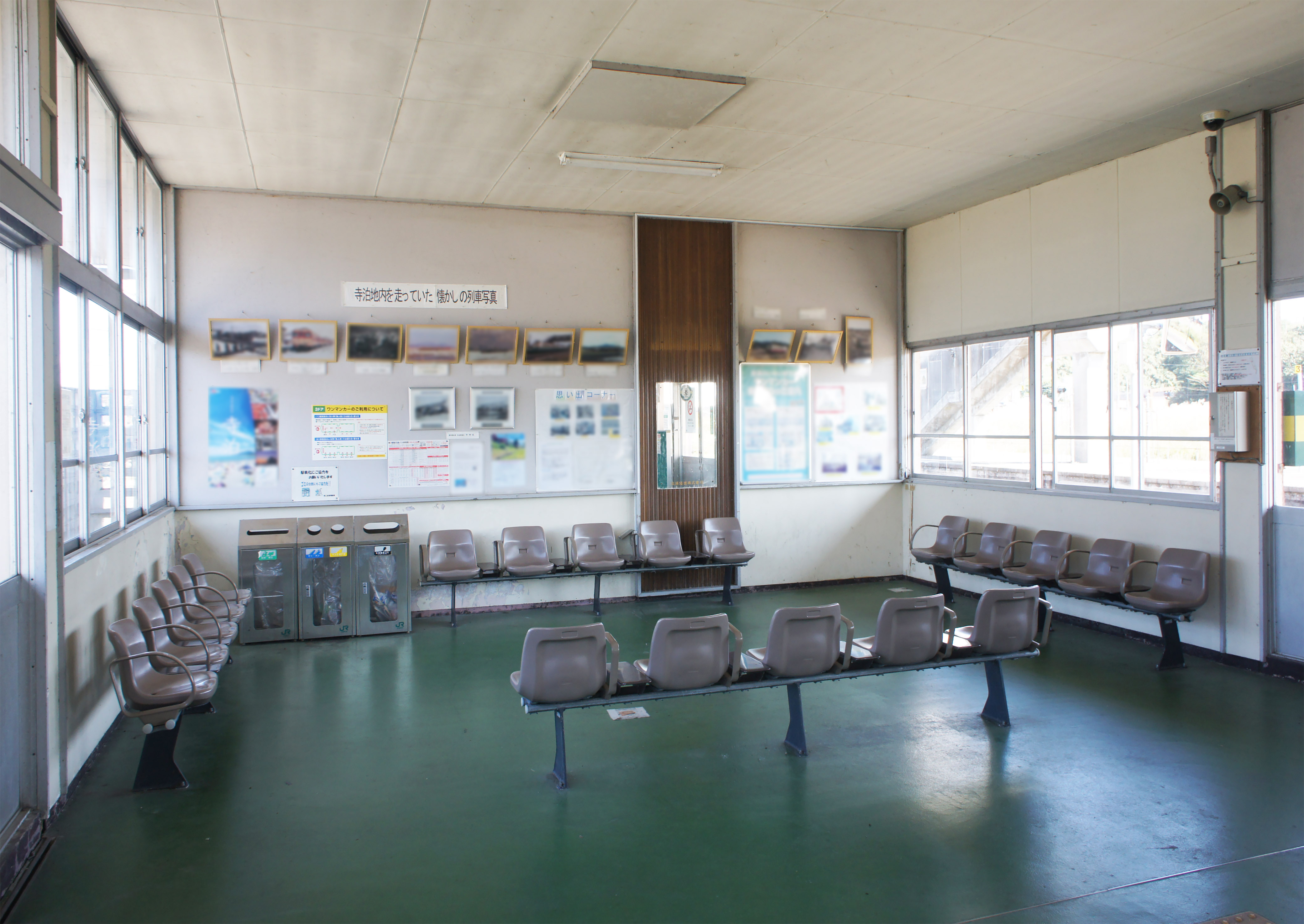
待合室（2021年9月）
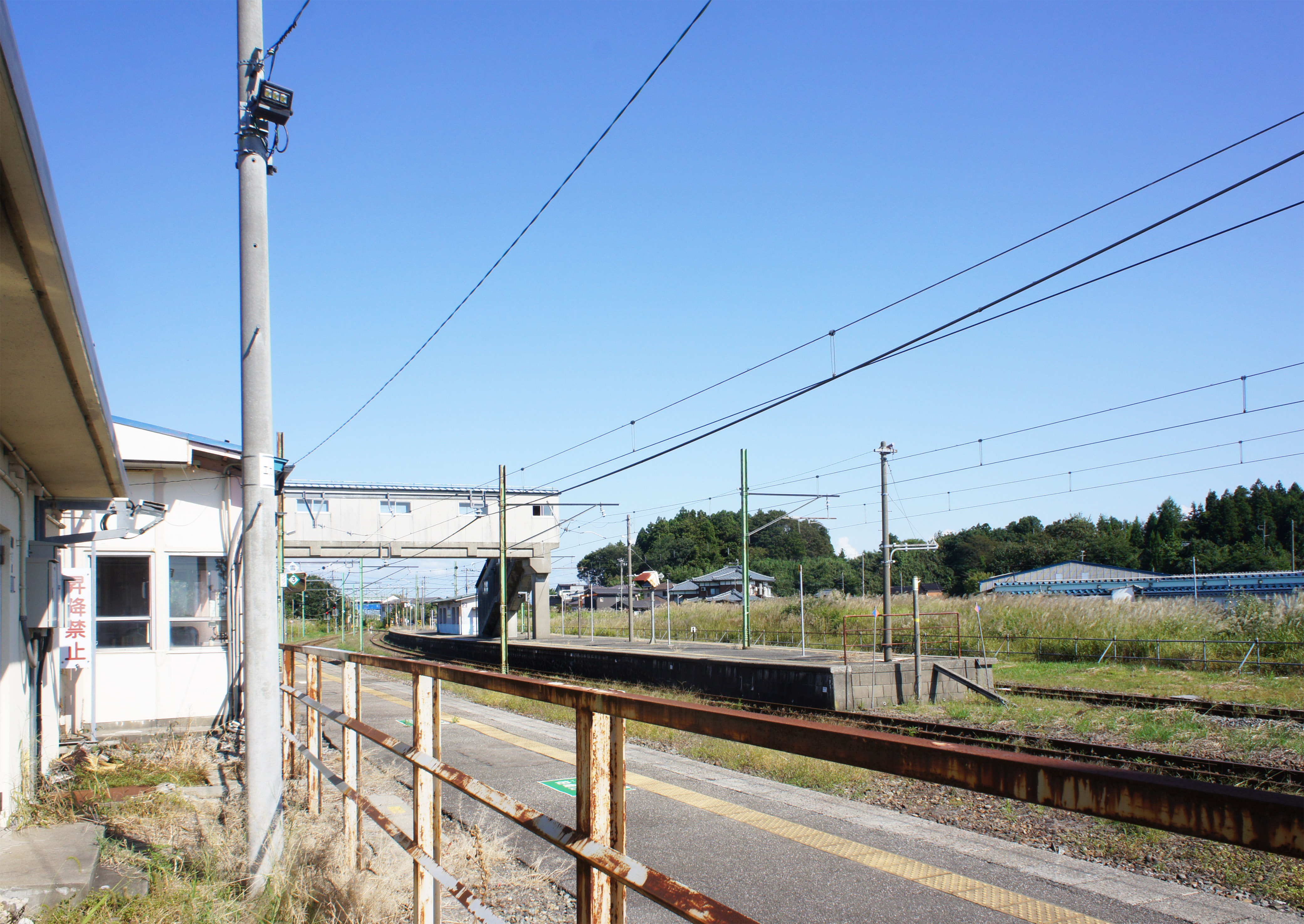
ホーム（2021年9月）

## 利用状況
JR東日本によると、2023年度（令和5年度）の1日平均乗車人員は127人である。
1999年度（平成11年度）以降の推移は以下のとおりである。
| 1日平均乗車人員推移 | 1日平均乗車人員推移 | 1日平均乗車人員推移 | 1日平均乗車人員推移 | 1日平均乗車人員推移 |
| 年度                | 定期外              | 定期                | 合計                | 出典                |
| ------------------- | ------------------- | ------------------- | ------------------- | ------------------- |
| 1999年（平成11年）  |                     |                     | 260                 | [ 8 ]               |
| 2000年（平成12年）  |                     |                     | 283                 | [ 利用客数 2 ]      |
| 2001年（平成13年）  |                     |                     | 279                 | [ 利用客数 3 ]      |
| 2002年（平成14年）  |                     |                     | 268                 | [ 利用客数 4 ]      |
| 2003年（平成15年）  |                     |                     | 258                 | [ 利用客数 5 ]      |
| 2004年（平成16年）  |                     |                     | 245                 | [ 利用客数 6 ]      |
| 2005年（平成17年）  |                     |                     | 233                 | [ 利用客数 7 ]      |
| 2006年（平成18年）  |                     |                     | 234                 | [ 利用客数 8 ]      |
| 2007年（平成19年）  |                     |                     | 212                 | [ 利用客数 9 ]      |
| 2008年（平成20年）  |                     |                     | 217                 | [ 利用客数 10 ]     |
| 2009年（平成21年）  |                     |                     | 213                 | [ 利用客数 11 ]     |
| 2010年（平成22年）  |                     |                     | 221                 | [ 利用客数 12 ]     |
| 2011年（平成23年）  |                     |                     | 203                 | [ 利用客数 13 ]     |
| 2012年（平成24年）  | 28                  | 201                 | 229                 | [ 利用客数 14 ]     |
| 2013年（平成25年）  | 27                  | 222                 | 250                 | [ 利用客数 15 ]     |
| 2014年（平成26年）  | 25                  | 195                 | 221                 | [ 利用客数 16 ]     |
| 2015年（平成27年）  | 26                  | 180                 | 207                 | [ 利用客数 17 ]     |
| 2016年（平成28年）  | 24                  | 174                 | 198                 | [ 利用客数 18 ]     |
| 2017年（平成29年）  | 17                  | 159                 | 177                 | [ 利用客数 19 ]     |
| 2018年（平成30年）  | 17                  | 142                 | 160                 | [ 利用客数 20 ]     |
| 2019年（令和元年）  | 15                  | 149                 | 165                 | [ 利用客数 21 ]     |
| 2020年（令和02年）  | 10                  | 133                 | 144                 | [ 利用客数 22 ]     |
| 2021年（令和03年）  | 10                  | 135                 | 145                 | [ 利用客数 23 ]     |
| 2022年（令和04年）  | 11                  | 124                 | 136                 | [ 利用客数 24 ]     |
| 2023年（令和05年）  | 10                  | 116                 | 127                 | [ 利用客数 1 ]      |

## 駅周辺
駅は（旧）寺泊町の中心部から5 kmほど離れた内陸部にある。町の中心部まではバスで15分ほどの距離にあり、駅前にはタクシーが待機している。
海沿いに広がる寺泊の中心部は佐渡島へのアクセスを担っていた寺泊港のほか、「魚の市場通り」や寺泊水族博物館をはじめとする観光集客施設が点在している。また、当駅周辺は寺泊竹森地区の住宅地や田園が広がり、コンビニエンスストアや商店がある。このほか、国道116号方面にはスーパーマーケットやドラッグストアが出店している。
- JAえちご中越 寺泊支店
- 与板警察署 大河津駐在所
- ローソン 寺泊竹森店
- マルイ 寺泊店
- ココカラファイン 寺泊店
- 新潟県道22号長岡寺泊線
- 国道116号

## バス路線
越後交通「寺泊駅前」バス停にて、坂井町・大野積（寺泊地域中心部）方面および長岡駅前方面への路線バスが発着している。
このほか、当駅周辺は寺泊地域デマンド型乗合タクシー「まりん号」の運行エリアに含まれている。

## 隣の駅
東日本旅客鉄道（JR東日本）
■越後線
桐原駅 - 寺泊駅 - 分水駅

### 記事本文
1. 1 2 3 4 5 6 7 8 9 10 11  『週刊 JR全駅・全車両基地』 21号 新潟駅・弥彦駅・津南駅ほか、朝日新聞出版〈週刊朝日百科〉、2012年12月30日、21頁。
2. 1 2 3 4 5 6  石野哲 編『停車場変遷大事典 国鉄・JR編』 II（初版）、JTB、1998年10月1日、597頁。ISBN 978-4-533-02980-6。
3. ↑  「軽便鉄道停車場名称変更」『官報』1915年9月30日（国立国会図書館デジタル化資料）
4. ↑  曽根悟（監修）（著）、朝日新聞出版分冊百科編集部（編集）（編）「大糸線・飯山線・篠ノ井線・越後線・弥彦線」『週刊 歴史でめぐる鉄道全路線 国鉄・JR』第9号、朝日新聞出版、2009年9月6日、25頁。
5. ↑  「あすから使用 業務委託7無人化10駅 越後線のCTC化」『交通新聞』交通協力会、1982年5月30日、1面。
6. ↑  日本国有鉄道新潟鉄道管理局経理部情報管理室 編『鉄道要覧 昭和58年度』日本国有鉄道新潟鉄道管理局、1984年8月、18頁。全国書誌番号:86002576。
7. ↑  「越後線大河津駅を寺泊駅に改称」『交通新聞』交通協力会、1986年9月28日、1面。
8. 1 2 3 4  寺泊町 (2003). “JR寺泊駅 利用状況調べ”. 寺泊町 交通政策 公文書（長岡市 寺泊支所が継承）.
9. ↑  東日本旅客鉄道 新潟支社 燕三条駅長・三島郡寺泊町長 (1995). “寺泊駅の簡易委託に係る協定書 P1 - P2”. 寺泊町の公文書（長岡市 寺泊支所が継承）.
10. ↑  東日本旅客鉄道 新潟支社 営業開発部企画課・総務部経理課 (1995). “乗車券類簡易委託発売契約書”. 新支営企第283号.
11. ↑  「町の玄関 寺泊駅の発展を」『広報てらどまり』寺泊町役場、1995年4月、8面。オリジナルの2022年1月12日時点におけるアーカイブ。2022年1月14日閲覧。
12. 1 2  東日本旅客鉄道株式会社 取締役新潟支社長 小島 紀久雄 (1995). “寺泊町長殿 乗車券類簡易委託発売契約の締結について”. 新支営企第283号 1995年3月31日.
13. ↑   伝票起票申請書 燕三条駅申請 寺泊駅委託発売手数料. 寺泊町. (2004-05-04)
14. 1 2 3 4  “JR東日本：駅構内図・バリアフリー情報（寺泊駅）”.   東日本旅客鉄道. 2025年4月30日閲覧。
15. 1 2  東日本旅客鉄道株式会社 新潟支社 (1994). “寺泊駅の業務運営変更について”. 寺泊町 交通政策課 公文書（長岡市 寺泊支所が継承）.
16. ↑  「寺泊駅の無人化に係る記録綴りH12以降」内のJREMパンフレット（寺泊町より継承、長岡市寺泊支所の公文書）
17. 1 2  東日本旅客鉄道株式会社 新潟支社 (2004). “寺泊駅殿 自動券売機の取り扱いについて”. 寺泊町役場 公文書 第2356号（長岡市 寺泊支所が継承）.
18. ↑   様式第1号 起案用紙 お伺い 寺泊駅の自動券売機設置について. 寺泊町 総務課 総務係. (2004-06-24)
19. ↑  “〈急行〉寺泊（坂井町）= 与板 = 長岡駅前 線” (PDF). 【公式】越後交通株式会社 路線バス時刻表（寺泊地区）.   越後交通. 2025年4月30日閲覧。

### 利用状況
1. 1 2  “各駅の乗車人員（2023年度）”.   東日本旅客鉄道. 2024年7月21日閲覧。
2. ↑  “各駅の乗車人員（2000年度）”.   東日本旅客鉄道. 2019年4月8日閲覧。
3. ↑  “各駅の乗車人員（2001年度）”.   東日本旅客鉄道. 2019年4月8日閲覧。
4. ↑  “各駅の乗車人員（2002年度）”.   東日本旅客鉄道. 2019年4月8日閲覧。
5. ↑  “各駅の乗車人員（2003年度）”.   東日本旅客鉄道. 2019年4月8日閲覧。
6. ↑  “各駅の乗車人員（2004年度）”.   東日本旅客鉄道. 2019年4月8日閲覧。
7. ↑  “各駅の乗車人員（2005年度）”.   東日本旅客鉄道. 2019年4月8日閲覧。
8. ↑  “各駅の乗車人員（2006年度）”.   東日本旅客鉄道. 2019年4月8日閲覧。
9. ↑  “各駅の乗車人員（2007年度）”.   東日本旅客鉄道. 2019年4月8日閲覧。
10. ↑  “各駅の乗車人員（2008年度）”.   東日本旅客鉄道. 2019年4月8日閲覧。
11. ↑  “各駅の乗車人員（2009年度）”.   東日本旅客鉄道. 2019年4月8日閲覧。
12. ↑  “各駅の乗車人員（2010年度）”.   東日本旅客鉄道. 2019年4月8日閲覧。
13. ↑  “各駅の乗車人員（2011年度）”.   東日本旅客鉄道. 2019年4月8日閲覧。
14. ↑  “各駅の乗車人員（2012年度）”.   東日本旅客鉄道. 2019年4月8日閲覧。
15. ↑  “各駅の乗車人員（2013年度）”.   東日本旅客鉄道. 2019年4月8日閲覧。
16. ↑  “各駅の乗車人員（2014年度）”.   東日本旅客鉄道. 2019年4月8日閲覧。
17. ↑  “各駅の乗車人員（2015年度）”.   東日本旅客鉄道. 2019年4月8日閲覧。
18. ↑  “各駅の乗車人員（2016年度）”.   東日本旅客鉄道. 2019年4月8日閲覧。
19. ↑  “各駅の乗車人員（2017年度）”.   東日本旅客鉄道. 2019年4月8日閲覧。
20. ↑  “各駅の乗車人員（2018年度）”.   東日本旅客鉄道. 2019年7月23日閲覧。
21. ↑  “各駅の乗車人員（2019年度）”.   東日本旅客鉄道. 2020年7月18日閲覧。
22. ↑  “各駅の乗車人員（2020年度）”.   東日本旅客鉄道. 2021年7月29日閲覧。
23. ↑  “各駅の乗車人員（2021年度）”.   東日本旅客鉄道. 2025年4月30日閲覧。
24. ↑  “各駅の乗車人員（2022年度）”.   東日本旅客鉄道. 2023年7月12日閲覧。